# Saskia & Serge
Saskia & Serge est un duo néerlandais composé du guitariste-chanteur Ruud Schaap, né le 22 mars 1946 au Helder, et de la chanteuse Trudy van den Berg, née le 23 avril 1947 à Grootebroek. Le duo s'est formé en 1967.
Ils sont connus, entre autres, pour leur participation au Concours Eurovision de la chanson 1971 pour les Pays-Bas avec la chanson Tijd avec laquelle le duo termine à la 6e sur 18 artistes.

## Discographie

### Albums
- 1970 : Saskia & Serge
- 1971 : Liedjes voor alle tijden
- 1971 : Songs for All Seasons
- 1972 : Er bloeit een bloem
- 1973 : Expres voor u
- 1976 : We'll Give You Everything
- 1977 : In Nashville, USA
- 1978 : Some Girls Grow Up
- 1981 : Something Special
- 1985 : The Ring of Love
- 1986 : The Best from the West
- 1992 : 12 Wereldhits Nederlandstalig
- 1998 : Sterker dan ooit
- 2000 : In de wolken
- 2008 : Mooie liedjes

### Singles
| Année                                                                                     | Single                                 | Classement hebdomadaire | Classement hebdomadaire | Classement hebdomadaire | Album                         |
| Année                                                                                     | Single                                 | (Top 40)                | (Top 100)               | (Fl.)                   | Album                         |
| ----------------------------------------------------------------------------------------- | -------------------------------------- | ----------------------- | ----------------------- | ----------------------- | ----------------------------- |
| 1970                                                                                      | 't Spinnewiel                          | 53                      | —                       | —                       | Saskia & Serge                |
| 1971                                                                                      | Zomer in Zeeland                       | 33                      | —                       | —                       | Saskia & Serge                |
| 1971                                                                                      | Tijd                                   | —                       | —                       | —                       | single uniquement             |
| 1974                                                                                      | Kon 't hier maar altijd zomer zijn     | 51                      | —                       | —                       | single uniquement             |
| 1976                                                                                      | Baby I'll Give You Everything          | 10                      | 8                       | —                       | We'll Give You Everything     |
| 1976                                                                                      | Don't Tell Me Stories                  | 11                      | 13                      | 15                      | We'll Give You Everything     |
| 1977                                                                                      | Honey I'm Falling in Love Again        | 31                      | —                       | —                       | We'll Give You Everything     |
| 1977                                                                                      | When Will I Be Loved                   | 48                      | —                       | —                       | Saskia & Serge                |
| 1978                                                                                      | The Battle of Sally Ann                | 34                      | —                       | —                       | Saskia & Serge                |
| 1978                                                                                      | Some Girls Grow Up                     | 57                      | —                       | —                       | Some Girls Grow Up            |
| 1978                                                                                      | Crying                                 | 56                      | —                       | —                       | Some Girls Grow Up            |
| 1980                                                                                      | Mama He's a Soldier Now                | 6                       | 9                       | 4                       | Something Special             |
| 1981                                                                                      | There's a Song                         | 37                      | 29                      | —                       | Something Special             |
| 1981                                                                                      | Mama Mia                               | 23                      | 18                      | —                       | Something Special             |
| 1982                                                                                      | My Flyer and Me                        | 55                      | 45                      | —                       | single uniquement             |
| 1984                                                                                      | The Country Disco Train                | 14                      | 16                      | 19                      | The Ring of Love              |
| 1984                                                                                      | I Know                                 | 54                      | —                       | —                       | The Ring of Love              |
| 1985                                                                                      | Let Me Fly                             | 59                      | —                       | —                       | The Ring of Love              |
| 1986                                                                                      | Yippy Ah Yeah                          | 52                      | —                       | —                       | The Best from the West        |
| 1992                                                                                      | Als je zachtjes zegt ik hou van jou    | 23                      | 20                      | —                       | 12 Wereldhits Nederlandstalig |
| 1992                                                                                      | Alles wat ik doe (dat doe ik voor jou) | 57                      | 49                      | —                       | 12 Wereldhits Nederlandstalig |
| 1998                                                                                      | Als ik kijk in je donkere ogen         | 48                      | 69                      | —                       | Sterker dan ooit              |
| 1998                                                                                      | Wat moet ik doen                       | —                       | 88                      | —                       | Sterker dan ooit              |
| « — » signifie que le single ne s'est pas classé ou n'est pas sorti dans le pays indiqué. |                                        |                         |                         |                         |                               |